# タイムズ・スクエア-42丁目/ポート・オーソリティ・バスターミナル駅
タイムズ・スクエア-42丁目/ポート・オーソリティ・バスターミナル駅（タイムズ・スクエア-42ちょうめ/ポート・オーソリティ・バスターミナルえき、英語: Times Square–42nd Street/Port Authority Bus Terminal）はマンハッタンのミッドタウンにあるニューヨーク市地下鉄の複合駅で、42丁目と7番街・8番街の交差点、タイムズ・スクエアとポート・オーソリティ・バスターミナルの下にある。ニューヨーク市地下鉄でも最も利用者の多い駅で、2014年には6594万8730人（1日当たり約18万人）が利用した。
IRT42丁目シャトル、BMTブロードウェイ線、IRTブロードウェイ-7番街線、IRTフラッシング線間でそれぞれ自由に乗り換えができるが、IND8番街線に乗り換えるには1ブロック西にある42丁目-ポート・オーソリティ・バスターミナル駅に向かう必要がある。この駅では、以下の運行系統が利用できる。
- 1系統、2系統、3系統、7系統、A系統、E系統、N系統およびQ系統（終日）
- C系統、R系統および42丁目シャトル（S系統）（深夜帯以外）
- W系統（平日23時迄）
- <7>系統（ラッシュ時の混雑方向のみ）

また、42丁目シャトルホームには42丁目-ブライアント・パーク/5番街駅への改札内連絡通路が設けられており、深夜を除き利用可能である。

## 駅構造
| G                         | 地上階                                   | 出入口 |
| B1                        | 上層コンコース                           | 改札、駅員詰所、メトロカード自動券売機、ポート・オーソリティ・バスターミナルへの連絡通路 (エレベーターあり: - 7番街-42丁目交差点の南東角（ 行き） - 8番街-41丁目から42丁目のバスターミナル北ウィングの空港バス券売所そば（ 行き） - 8番街-44丁目の南西角のインターコンチネンタル・ホテル内（ 行き。エレベーターとリフトがあり、リフトは駅員の操作が必要） 注: IND8番街線ホームと上記以外の連絡通路は車椅子非対応) |
| B1                        | 単式ホーム、不使用                       | |
| B1                        | 4番線                                    | → 深夜帯以外：グランド・セントラル駅行き（終点）→ |
| B1                        | 島式ホーム、到着番線に応じた側の扉が開く | |
| B1                        | 1番線                                    | → 深夜帯以外：グランド・セントラル駅行き（終点）→ |
| B1                        | 改札階、42丁目とブロードウェイの入口     | |
| B2 ブロードウェイ線ホーム | 北行緩行線                               | ← アストリア-ディトマース・ブールバード駅行き（49丁目駅） ← 深夜帯：96丁目駅行き（49丁目駅） ← 深夜帯以外：71番街駅行き（49丁目駅） ← 平日：アストリア-ディトマース・ブールバード駅行き（49丁目駅） |
| B2 ブロードウェイ線ホーム | 島式ホーム、到着番線に応じた側の扉が開く | |
| B2 ブロードウェイ線ホーム | 北行緩行線                               | ← 深夜帯以外：96丁目駅行き（57丁目-7番街駅） |
| B2 ブロードウェイ線ホーム | 南行急行線                               | → 深夜帯以外：ブライトン線経由コニー・アイランド駅行き（34丁目-ヘラルド・スクエア駅）→ |
| B2 ブロードウェイ線ホーム | 島式ホーム、到着番線に応じた側の扉が開く | |
| B2 ブロードウェイ線ホーム | 南行緩行線                               | → シー・ビーチ線経由コニー・アイランド駅行き（34丁目-ヘラルド・スクエア駅）→ 深夜帯：ブライトン線経由コニー・アイランド駅行き（34丁目-ヘラルド・スクエア駅）→ 深夜帯以外：ベイ・リッジ-95丁目駅行き（34丁目-ヘラルド・スクエア駅）→ 平日：ホワイトホール・ストリート駅行き（34丁目-ヘラルド・スクエア駅）→ |
| B2 7番街線ホーム          | 北行緩行線                               | ← ヴァン・コートラント・パーク-242丁目駅行き（50丁目/ブロードウェイ駅） ← 深夜帯：ウェイクフィールド-241丁目駅行き（50丁目/ブロードウェイ駅） |
| B2 7番街線ホーム          | 島式ホーム、到着番線に応じた側の扉が開く | |
| B2 7番街線ホーム          | 北行急行線                               | ← 深夜帯以外：ウェイクフィールド-241丁目駅行き（72丁目駅） ← ハーレム-148丁目駅行き（72丁目駅） |
| B2 7番街線ホーム          | 南行急行線                               | → 深夜帯以外：ブルックリン・カレッジ駅行き（34丁目-ペン・ステーション/7番街駅）→ 深夜帯以外：ニューロッツ・アベニュー駅行き（34丁目-ペン・ステーション/7番街駅）→ 深夜帯：当駅止まり → |
| B2 7番街線ホーム          | 島式ホーム、到着番線に応じた側の扉が開く | |
| B2 7番街線ホーム          | 南行緩行線                               | → サウス・フェリー駅行き（34丁目-ペン・ステーション/7番街駅）→ 深夜帯：ブルックリン・カレッジ駅行き（34丁目-ペン・ステーション/7番街駅）→ |
| B2 8番街線ホーム          | 北行緩行線                               | ← 深夜帯：207丁目駅行き（50丁目/8番街駅） ← 168丁目駅行き（50丁目/8番街駅） ← ジャマイカ・センター駅行き（50丁目/8番街駅） |
| B2 8番街線ホーム          | 島式ホーム、到着番線に応じた側の扉が開く | |
| B2 8番街線ホーム          | 北行急行線                               | ← 207丁目駅行き（59丁目-コロンバス・サークル駅） |
| B2 8番街線ホーム          | 南行急行線                               | → 深夜帯以外：ファー・ロッカウェイ駅行き、レファーツ・ブールバード駅行き（34丁目-ペン・ステーション/8番街駅）→ 夕ラッシュ：ロッカウェイ・パーク駅行き（34丁目-ペン・ステーション/8番街駅）→ |
| B2 8番街線ホーム          | 島式ホーム、到着番線に応じた側の扉が開く | |
| B2 8番街線ホーム          | 南行緩行線                               | → 深夜帯：ファー・ロッカウェイ駅行き（34丁目-ペン・ステーション/8番街駅）→ ユークリッド・アベニュー駅行き（34丁目-ペン・ステーション/8番街駅）→ ワールド・トレード・センター駅行き（34丁目-ペン・ステーション/8番街駅）→ |
| B3                        | 下層コンコース                           | 改札階への通路 |
| B4 フラッシング線ホーム   | 1番線                                    | ← 34丁目-ハドソン・ヤード駅行き（終点） |
| B4 フラッシング線ホーム   | 島式ホーム、左側扉が開く                 | |
| B4 フラッシング線ホーム   | 2番線                                    | → フラッシング-メイン・ストリート駅行き（5番街駅）→ |

他路線の開業に合わせて、乗換駅として機能するようにIRTのプラットホームは他路線のホームと乗り換えできるよう整備されてきている。まず1917年には42丁目シャトルとブロードウェイ-7番街線が開業し、1927年にフラッシング線との乗り換えが行われるようになった。1948年7月1日にはIRTとBMTの間で自由に乗り換えができるようになった。1ブロック離れたIND8番街線の42丁目-ポート・オーソリティ・バスターミナル駅との間の改札内連絡通路は1988年12月11日にオープンした。1991年から、連絡通路にはバーマシェイブ（英語版）の広告に触発されたパプリックアートの作品が飾られている。ノーマン・B・コルプ (Norman B. Colp) の The Commuter's Lament, or A Close Shave（通勤者の嘆き、または深剃り）という詩が一連のパネルとして通路の天井に書かれている。
Overslept,（寝坊し、）

So tired.（ひどく疲れた。）

If late,（遅刻したら、）

Get fired.（クビになる。）

Why bother?（なぜわざわざ？）

Why the pain?（なぜ痛い？）

Just go home（ちょうど家に帰るから）

Do it again.（もう一回やろう）
最後のパネルにはベッドの絵が描かれている。この詩のパネルはアートプロジェクトの一部で、1年後には撤去すると告知されていたが、結局撤去されることはなかった。
1994年から駅の全体的な再開発が行われている。再開発では42丁目南側の7番街-ブロードウェイ間に明るいネオンと色ガラスで路線シンボルと "Subway" を掲出した新しい駅入口が設けられた。この入口にある改札には開業当時の壁（現在は42丁目シャトルで使われている）から復元した "Times Square" のモザイクが置かれている。 また、エスカレーターと階段が駅構内に繋がっている。7番街-42丁目の北西角および南西角の駅入口も同様に修復され、以前は階段しかなかったものを階段とエスカレーターに改めるなど改良が行われている。
1999年には、4,400万ドルを投じて複合駅の改良が始められた。目標として混雑を減らして利用者のアクセスを改善し、見通しをよくして快適さと安全性を向上させることが挙げられていた。メイン通路の幅は4.6メートル (15 ft)広げられ、鋭い角も減らされた。 また、エレベーターやエスカレーターを追設したり通路を拡幅することにより、障害を持つアメリカ人法に沿う形で利便性が高められている。BMTブロードウェイ線よりも上方の中二階には、以前はレコード店が入っていたが、今では線路を見下ろす大きな楕円形のバルコニーが設けられており、乗客から指摘の多かった狭苦しい雰囲気の改善が図られている。
2004年にはIRT線とBMT線のホームをつなぐ中二階にユニセックスタイプの化粧室が4室設けられた。これは施設内改善地区であるタイムズスクエア・アライアンスの従業員の手でメンテナンスされている。以前あったレコード店は、IRT/BMT 間の連絡通路の南側に移されて2007年に再オープンした。
中二階のうちグランド・セントラル駅行きのシャトルの向かいにあるエスカレーターそばには、開業当時から地下鉄でパフォーマンスを行う人々のために主要な設備を取り揃えたスポットがある。ここは "Music Under New York" が管理しており、ミュージカル・ソーからブラスバンドまで、さまざまなタイプのミュージシャンが毎日パフォーマンスを行っている。

### 深度
各駅ホームの深度（海抜ではなく地表面から）は以下の通りである。
- IRT42丁目シャトル, 6.1メートル（20フィート）
- IND8番街線 (1ブロック西), 9.1メートル (30フィート）
- IRTブロードウェイ-7番街線, 12メートル（40フィート）
- BMTブロードウェイ線, 15メートル（50フィート）
- IRTフラッシング線, 18メートル（60フィート）

## IRT42丁目シャトル
タイムズ・スクエア駅は1904年にニューヨーク初の地下鉄路線の駅の一つとして開業した駅である。1918年から3線で運用されている。その際、南行き急行線は廃止・撤去され、代わりに北行き急行線に渡るための木造仮設ホームが作られた。その後、2021年より2線に縮小された。
南行急行線があった場所に相対式ホーム（かつての緩行線のホーム）が設けられ、3本のホームは西端（路線としては北側）で繋がっていた。この歩道は入線時のみ持ち上げられる橋で北行緩行線を横切っているが、この線路は建設当初の配線と同じでIRTブロードウェイ-7番街線の北行き緩行線と合流する（現在のIRTブロードウェイ-7番街線の駅以北）。この線路は鉄道ファン向けの特別列車や終夜運転、そして深夜に行われる回送のときだけ使われる。他の3線はこの線路とカーブしつつ並走していた。
1番線は西端に車止めが置かれて行き止まりになっていて、4番線とも接続していない。
複合駅全体でこの駅だけ障害者が利用できなくなっていたが、2021年までにMTAは障害を持つアメリカ人法で定められたガイドラインに沿って改修した。

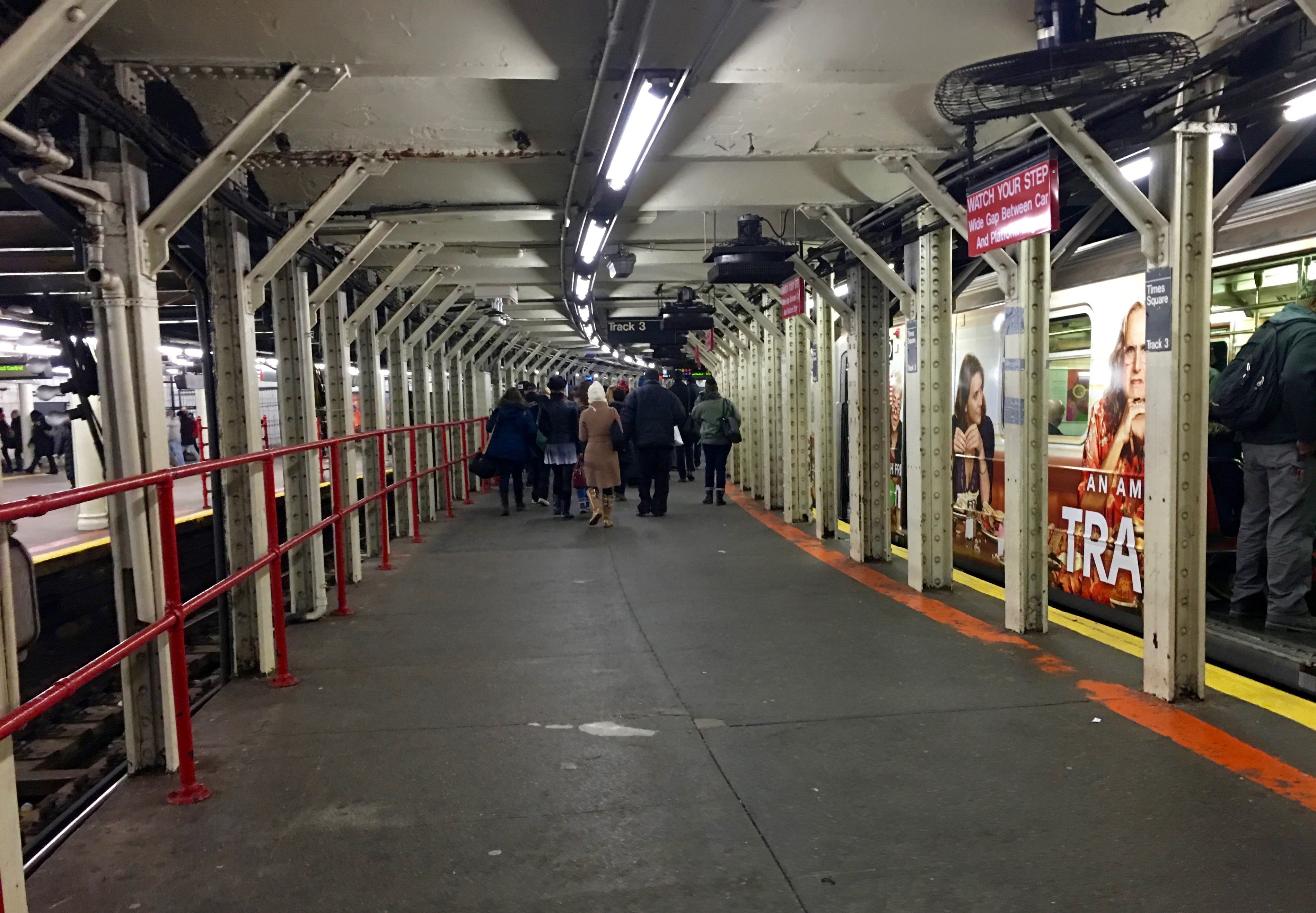
42丁目シャトルの3番線ホーム。シャトル列車が停車している。

## IND8番街線
42丁目-ポート・オーソリティ・バスターミナル駅はIND8番街線の急行停車駅である。ポート・オーソリティ・バスターミナルの地下にある。プラットホーム階にはオフセット配置された2本の島式ホームがあり、その分中二階は長くなっている。以前はさらに下層に単式ホームがあった。

### 上層階ホーム
上層階には2面4線の島式ホームがあり、北行きホームは42丁目から44丁目まで、南行きホームは40丁目から42丁目にかけて延びている。中二階は4ブロック、40丁目から44丁目まで延びており、複合駅の他の部分とは41丁目地下にある長い連絡通路で繋がっている。

### 下層階ホーム（廃止）
過去には現在使われているプラットホーム階の下に南行きの単式ホームが設けられていた（線路は上層の緩行線の真下に1本、ホームは島式ホームの下に1面あった）。下層階は上層階と同時に1920年代末から1930年代初頭に建設されたものの、1952年8月にラッシュアワーにE系統の列車を停車させるために開業するまでは使用されないままであった。下層階ホームは1959年から1981年まで運行されたアケダクト競馬場行きの特別運賃列車のような特別列車や、1970年代のラッシュアワーのE系統で使われていた。
下層階ホームには2基の高速エスカレーターで中二階と結ばれており、上層階ホームとの間に階段が3か所設けられていた。壁には1950年代風のクリーム色タイルの地に紫と黒のタイルで帯が引かれており、駅名標代わりに白のモザイクで ”42”、あるいは白地に黒文字で "42” と書かれていた。
下層階ホームが設置された理由には諸説ある。このホームはクイーンズ区や53丁目からINDクイーンズ・ブールバード線経由で行くことができるようになっていた（現在のE系統）。 識者の中には、これはマンハッタン行きのE系統の列車がセントラルパーク・ウェストからの列車を減速させることなくクイーンズ区から42丁目を通り抜けるためのものだと推測する者もいるが、一方で下層階ホームの開業時にはE系統の列車が上層階ホームの線路が空くのを待たずに乗客を乗降させるためだと説明されている。下層階ホームが西に延びているのはIRTフラッシング線の延伸を妨害するために建設されたことを示唆している、という見方もある。確かに、下層階ホームはちょうどIRTフラッシング線の延長線上に位置している。
下層階ホームは数々の映画の舞台になっており、特に有名なのは1990年にパトリック・スウェイジとデミ・ムーアが共演した『ゴースト/ニューヨークの幻』である。
2000年代終わり頃、MTAはIRTフラッシング線を34丁目-ハドソン・ヤード駅まで延伸することを計画し、このホームは取り壊されることになった。2010年1月現在では、このホームは解体中であった。交通系ブロガーのベンジャミン・カベクはフラッシング線延伸と建設状況の紹介役として招かれ、2012年2月には下層階ホームがフラッシング線延伸部で「真っ二つにされている（"bisected"）」とレポートした。フラッシング線延伸部のトンネルは、下層階ホームを突き抜けるように掘り下げられていった。

## IRTブロードウェイ-7番街線
タイムズ・スクエア-42丁目駅は島式ホーム2面4線のIRTブロードウェイ-7番街線の急行停車駅である。ホーム北端と中央の設備で他路線に乗り換えができる。エレベーターが設置され稼働しているが、駅構内の案内図にはこのエレベーターがほとんど書かれておらず、分かりにくくなっている。
駅のすぐ南からは既存の線路の中央に急行線を束ねる形で5本目の線路が延びており、34丁目-ペン・ステーション駅のすぐ手前で2本の急行線に分岐している。この線路は以前はラッシュ時のギャップ・トレインの折り返しに使われていたが、現在では夜間の3系統の列車の折り返しに使われている。
この区間では1928年に利用客16人が死亡する事故が起きている。これはニューヨーク市地下鉄史上2番目の大事故で、最悪のものはブルックリンで起き少なくとも93人が死亡したマルボーン・ストリート鉄道事故である。

## BMTブロードウェイ線
タイムズ・スクエア-42丁目駅は島式ホーム2面4線を備えたBMTブロードウェイ線の急行停車駅である。ホーム北端の設備で他路線に乗り換えられる。1970年代終わりに補修工事が行われ、駅の構造部分や全体的な内装の修復、階段やホーム角部の修繕、スロープの撤去や照明の交換が行われた。2004年から2006年にかけての大がかりな補修工事により、障害を持つアメリカ人法 (ADA) への対応や1910年代末の建築当時のタイル張りの復元が行われた。 階段が修繕されて壁タイルも張り直され、床には新たにタイル張りが施された。駅の照明や放送システムは更新され、プラットホーム端部にはADAで定められた黄色の安全帯が設けられた。また、案内表示や道床も新しくなった。
急行線は北に広がっており、42丁目シャトルのタイムズ・スクエア駅のホームの下を通っていたが、この部分は1960年代に埋め戻されている。

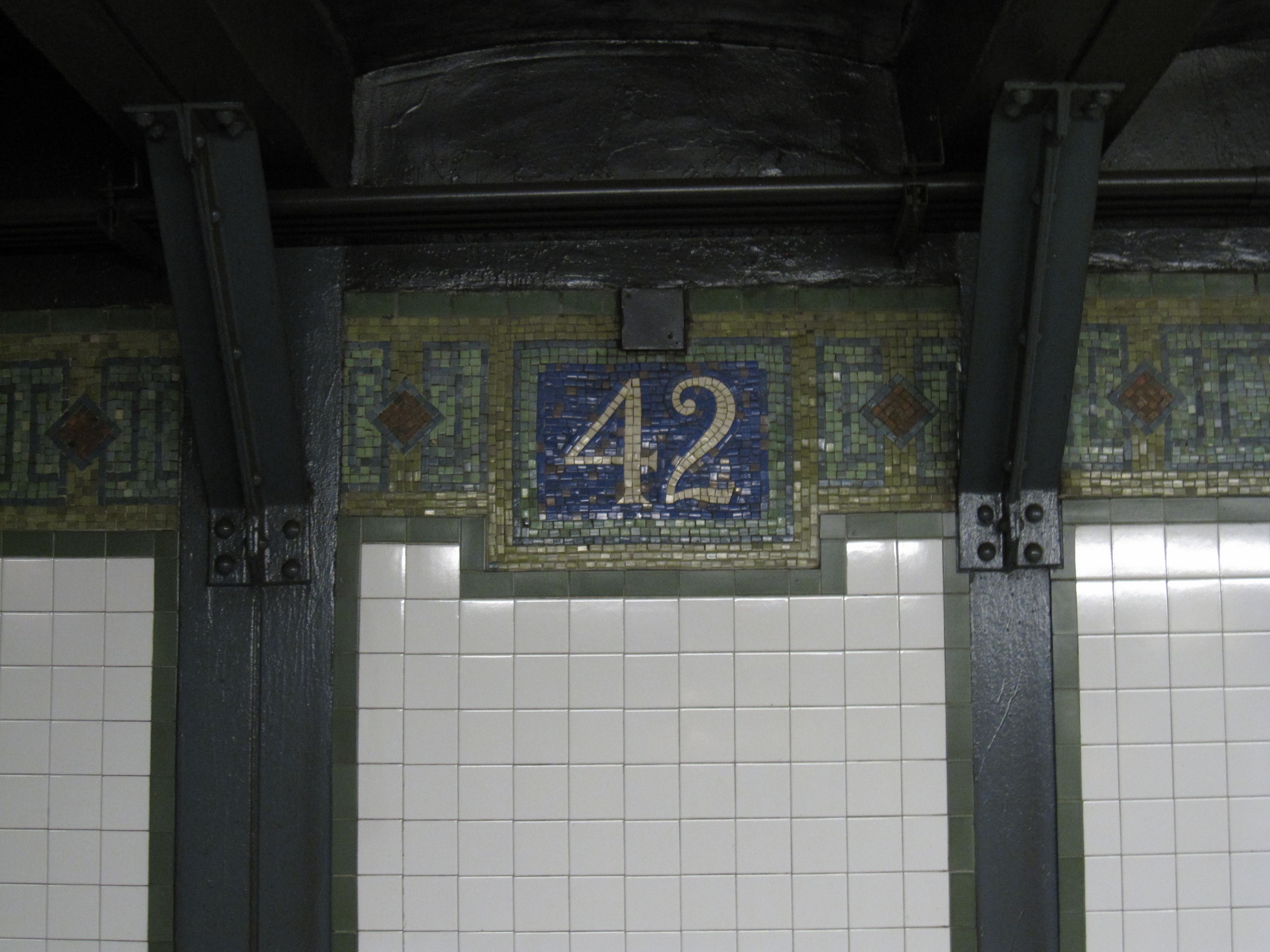
モザイクで描かれた "42" のモノグラム

1940年6月1日にブルックリン・マンハッタン・トランジット (BMT) の業務はニューヨーク市に移管され、ニューヨーク市の地下鉄路線が公益事業体であるインディペンデント・サブウェイ・システムに一元化される端緒となった（インターボロー・ラピッド・トランジットは同年6月15日に合併）。この日深夜にタイムズ・スクエア駅に500人の参加者を集めて記念式典が開かれた。5分前に57丁目駅を発車したBMTの最終列車がタイムズ・スクエア駅に到着すると、BMT会長のウィリアム・S・メンデンからBMTの資産目録がニューヨーク市長フィオレロ・ラガーディアに手渡され、さらにニューヨーク市交通委員会 (New York City Board of Transportation) 委員長のジョン・H・デラニーに渡された。ニューヨーク市交通委員会は1953年にニューヨークシティ・トランジット・オーソリティが設立されるまでニューヨーク市の交通事業を担っていた。

## IRTフラッシング線
IRTフラッシング線のタイムズ・スクエア駅（駅名標ではタイムズ・スクエア-42丁目駅）は1面2線の島式ホームの駅で、西42丁目の地下深くにある。1927年3月14日の開業以来、7系統の列車の終点であったが、2015年9月13日に西側（路線呼称では南）に34丁目-ハドソン・ヤード駅が開業し、途中駅になった。
ホームには階段やエスカレーター、1基のエレベーターが設置されており、いずれも中二階とつながっている。駅構内の壁面にはタイルモザイクで "TS" と描かれている。駅事務所はプラットホームの北端（実際の方角は東）にある。エレベータは近年設置されたもので、IRTブロードウェイ-7番街線のダウンタウン方面のホームや中二階につながっているため、グランド・セントラル駅のホームと同様に車椅子利用者がこのプラットホームまで行けるようになった（一方で42丁目シャトルのプラットホームは車椅子非対応である）。
南側（実際の方角は西）は34丁目-ハドソン・ヤード駅まで線路が延びている。この線路は以前は留置・引き上げ線 だったが、フラッシング線の延伸に伴って2013年まで引き上げ線への第三軌条の追設やレールの検査・交換が行われた。さらに下層にIND8番街線の42丁目-ポート・オーソリティ・バスターミナル駅の閉鎖されたプラットホームがあったが、フラッシング線延伸工事の際に障害になるため撤去された。現在、フラッシング駅方面の列車は東寄りの2番線ホーム、34丁目-ハドソン・ヤード駅方面の列車は西寄りの1番ホームから発着している。

## アートワーク
IRTから委託を受けて開業当時のタイムズ・スクエア駅を設計したのは、建築家のジョージ・ルイス・ハインズとクリストファー・グラント・ラファージュであった。当時の駅舎は、現在 42丁目シャトルのホームがあるところにあった。
ハインズとラファージュは、ネイバーフッドやその由来を称えるために、シンボリックな画像を駅構内の至る所に設けていた。1906年にチーフデザイナーを引き継いだスクワイア・ビッカースにも、シンボルに駅の歴史を語らせるというこの伝統が引き継がれた。
タイムズ・スクエア駅に整然と並べられた着色タイルの模様は、南軍の戦闘旗によく似ていた。学者は、ビッカースと彼の同僚達は、ニューヨーク・タイムズの創業者、アドルフ・S・オークスに敬意を表するために南部のシンボルを用いたのだと考えている。アメリカ連合国はオークスの遺産の最たるものであり、変わり者でもあったビッカースは文学的・歴史的象徴として盛り込んだのだろう。タイムズ・スクエアは南部人だったオークスがニューヨーク・タイムズの本社（ワン・タイムズスクエア）を置いたことにちなんで名付けられたからである。

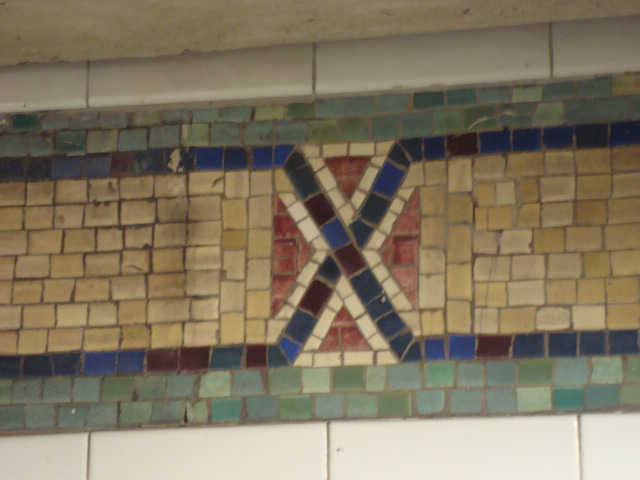
駅建設当時に作られたオリジナルのモザイク
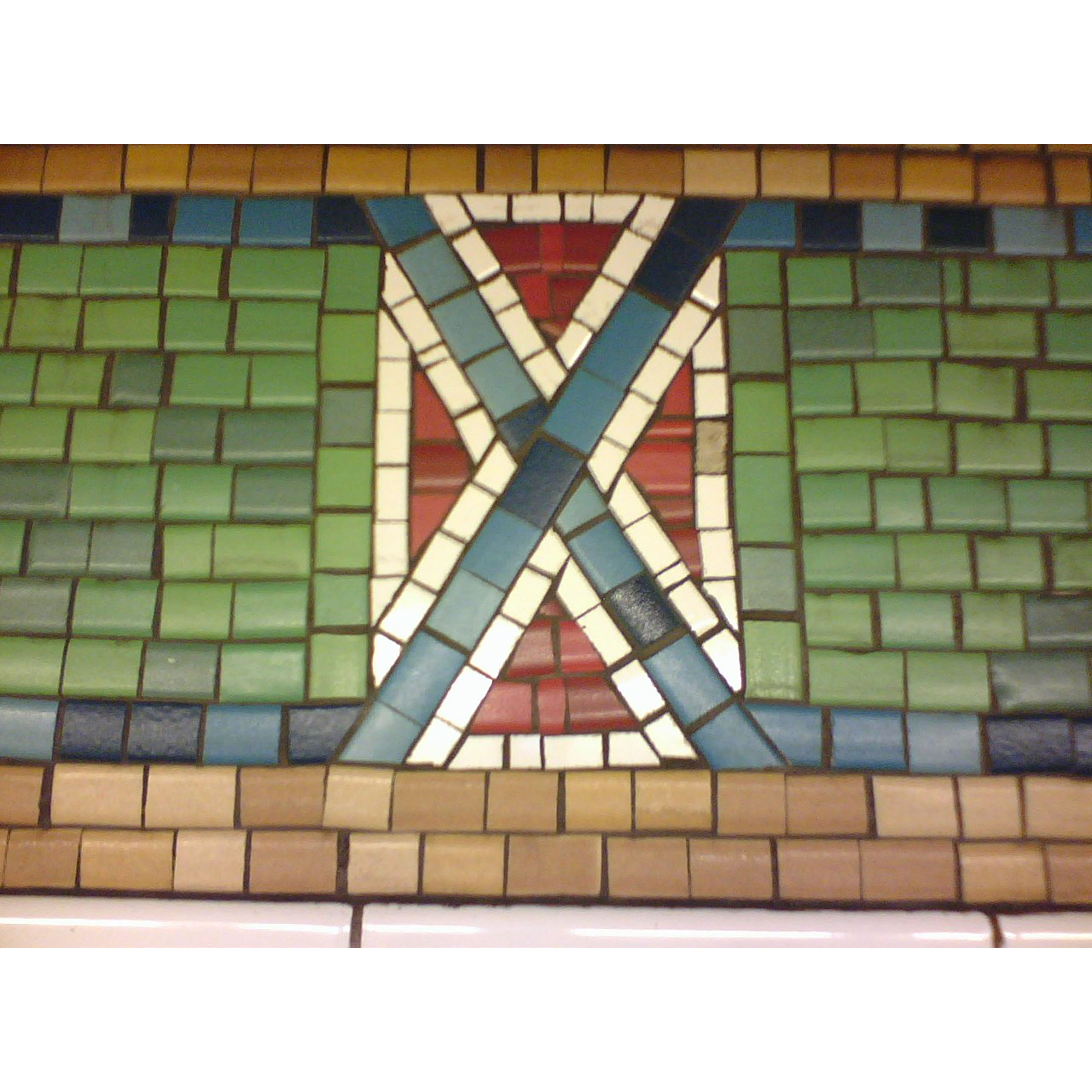
1990年代末の駅再開発の際に再制作されたモザイク
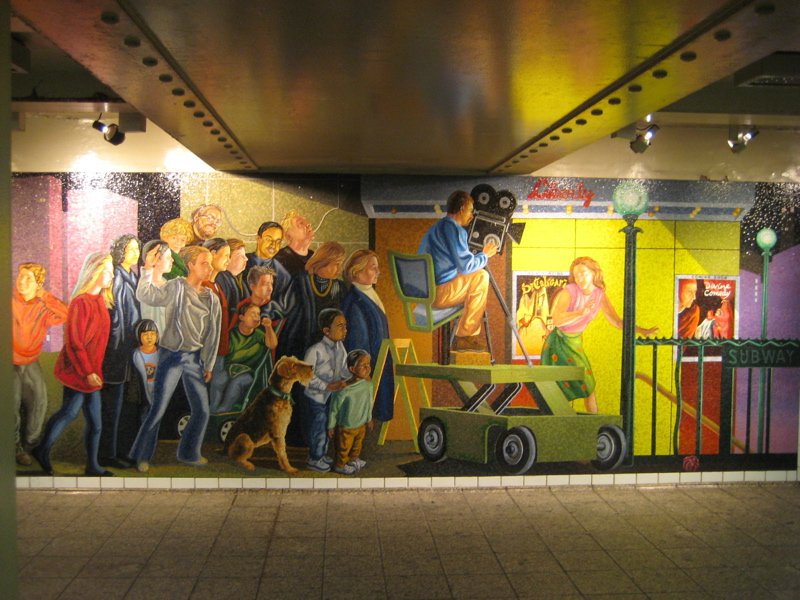
The Return of Spring/The Onset of Winter、ジャック・ビール（2001年/2005年）
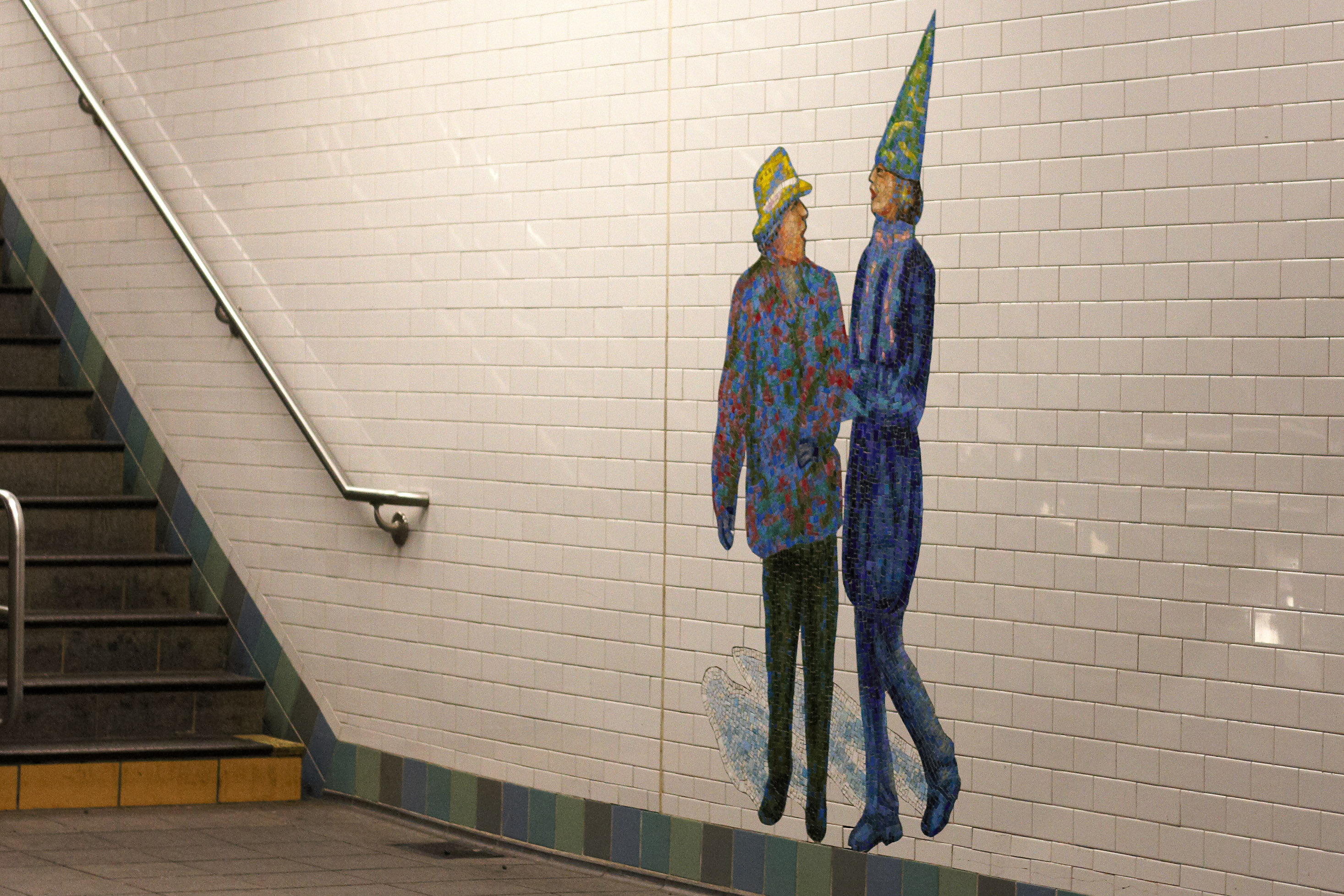
The Revelers、ジェーン・ディクソン（2008年）
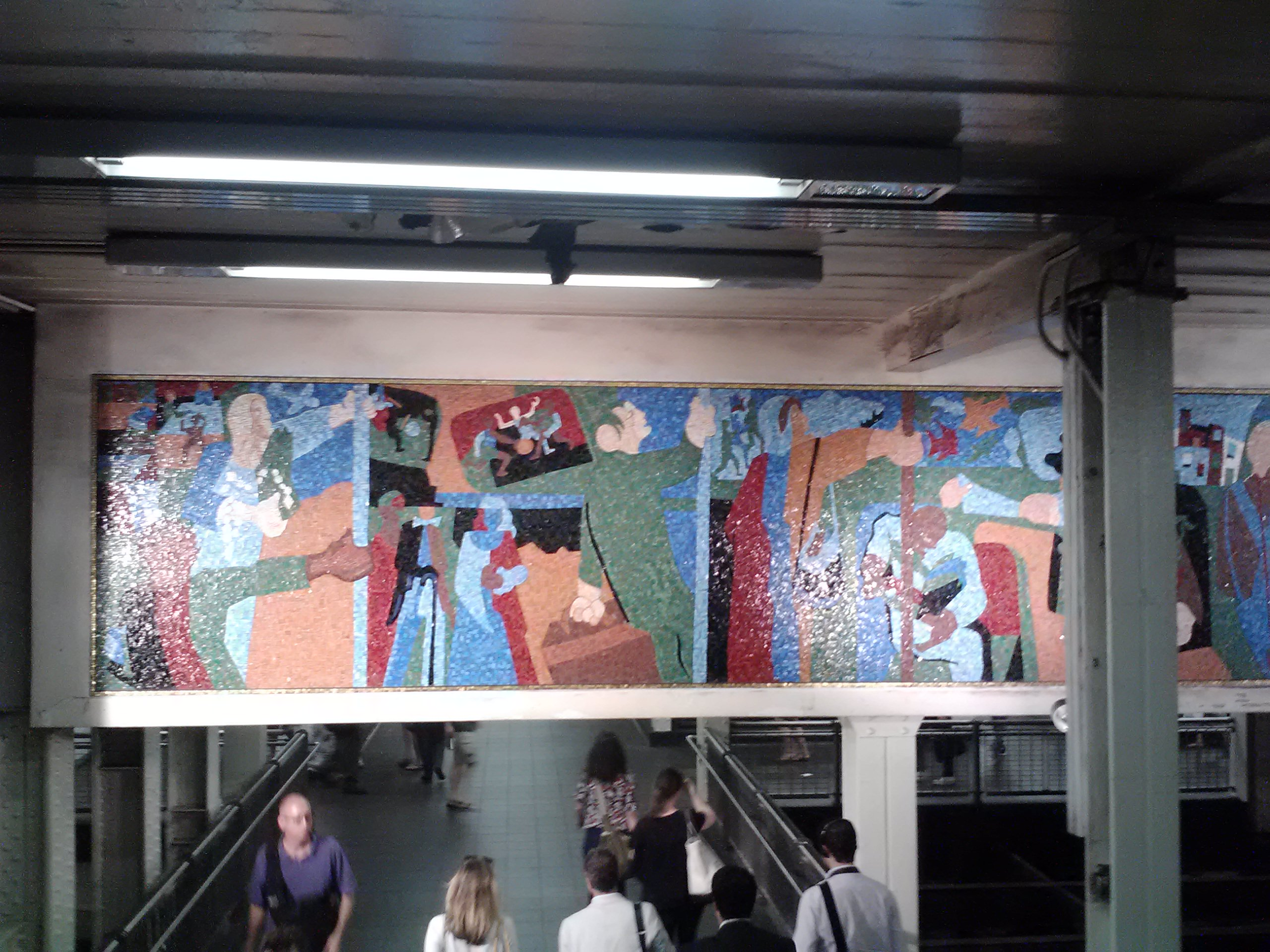
New York in Transit'、ジェイコブ・ローレンス（2001年）
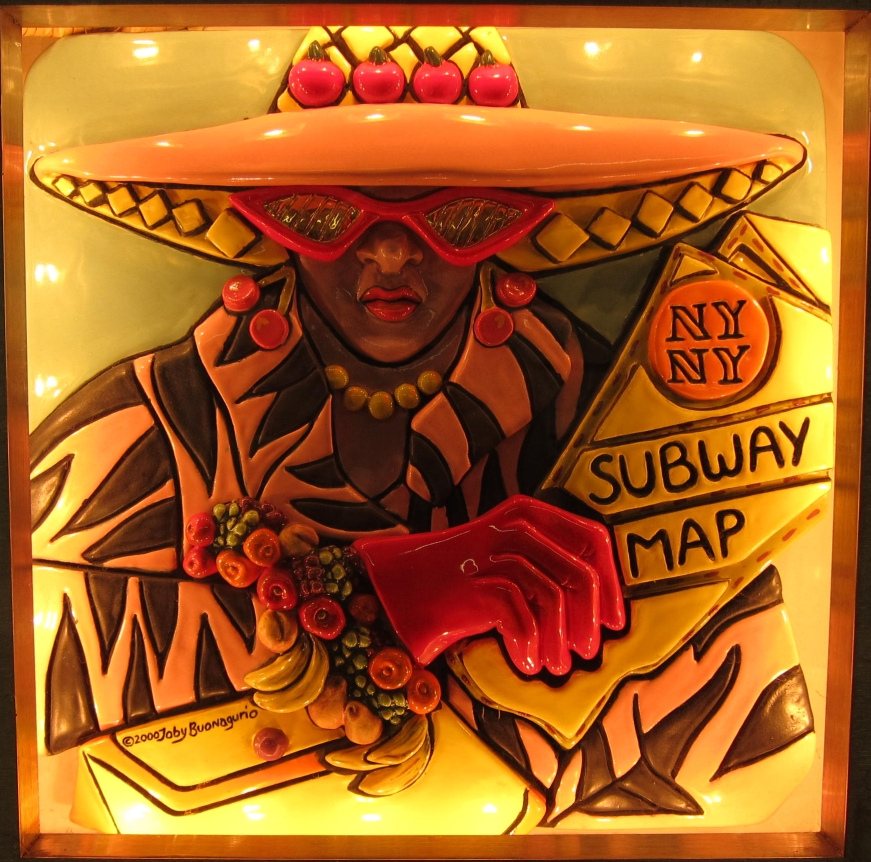
Times Square Times、トビー・ブオナグリオ（2005年）

New York in Transit はローレンスが2000年に亡くなる前に制作した最後の公共作品である。リキテンスタインは1994年には Times Square Mural の制作を終えていたが、駅の再開発のため展示が先延ばしになってしまい、1997年に公開を待たずに亡くなってしまった。

## テロ未遂事件
2009年9月に、アルカーイダのニューヨーク市地下鉄網に対する自爆テロ計画に関与したとしてナジブラ・ザジと共謀者が逮捕された。これはラッシュ時のタイムズ・スクエア駅付近などを標的としたもので、ザジは有罪判決を受けた・